# Home Assistant
Home Assistant és una plataforma o entorn de programari lliure i de codi obert amb l'objectiu d'implementar un sistema de control domèstic d'internet de les coses. Home assistant es pot emprar en qualsevol plataforma que pugui executar Python 3, tant en dispositius Raspberry Pi fins a sistemes NAS.

## Components de maquinari
- Productes d'il·luminació : avi-on (Bluetooth), wemo (Wi-Fi), BlinkStick (USB), LEVITON (Bluetooth), enocean, fluxsmart (Bluetooth), IKEA tradfri (ZigBee), INSTEON, KNX, LIFX (wi-fi), LUTRON, Osram Lightify (ZigBee), Philips Hue (ZigBee), TP-LINK (Wi-Fi), Wink (ZigBee), D-Link (Wi-Fi), Eddistone (Bluetooth),
- Productes de sensòrica : Nest (Wi-.Fi), netatmo (Bluetooth), tado (Wi-Fi), Honeywell thermostat (Wi-Fi).

## Components de programari
- Blockchain, IFTTT, MQTT.